# Rezonville-Vionville
Rezonville-Vionville – gmina we Francji, w regionie Grand Est, w departamencie Mozela. W 2016 roku liczba ludności wynosiła 515 mieszkańców. 
Gmina została utworzona 1 stycznia 2019 roku z połączenia dwóch ówczesnych gmin: Rezonville oraz Vionville. Siedzibą gminy została miejscowość Rezonville. 